# Port de Houston
Le port de Houston au Texas se trouve près du littoral du golfe du Mexique dans le Sud des États-Unis. Avec 196 millions de tonnes de marchandises échangées en 2007, le port de Houston - Galveston est le 16e du monde, et le deuxième des États-Unis. Les activités industrialo-portuaires se sont développées le long du canal de Houston (Houston Ship Channel) et de la baie de Galveston. La zone industrielle comprend de nombreuses raffineries et usines pétrochimiques. 

## Histoire
Le premier port de Houston s’est implanté à la confluence entre le Bayou Buffalo et le White Oak Bayou dans le centre-ville de Houston, près de l’université. Ce secteur, appelé "Allen's Landing" fait aujourd’hui partie d’un parc et constitue le berceau de la métropole.
Les citoyens du comté de Harris approuvèrent la création d’un port moderne en 1909, après les destructions occasionnées par l’ouragan de Galveston. Le port s’ouvrit officiellement au trafic le 10 novembre 1914 avec l'inauguration du canal de Houston. Le port de Houston s’agrandit et finit par dépasser largement le port de Galveston tout proche.

## Le port aujourd’hui
En 2006, le trafic total du port s’élevait à 196 millions de tonnes de marchandises, dont près de la moitié en conteneurs. Trois terminaux accueillent les porte-conteneurs : Barbours Cut, Galveston East End et Baytown (ouvert en octobre 2006). Son trafic en fait le 2° port américain (derrière celui de Louisiane sud à LaPlace) et le 16° port mondial.
La majorité des Volkswagen et Audi vendues en Amérique du Nord passent par le port de Houston.
Le Port est dirigé par la Port of Houston Authority, une subdivision politique indépendante de l’État du Texas. Elle est contrôlée par une commission de 7 membres.

### Statistiques commerciales
- Europe 32 %
- Amérique latine 23 %
- Asie 16 %
- Amérique du Nord 12 %
- Moyen-Orient 9 %
- Afrique 8 %